# Juchitlán
Juchitlán är en kommunhuvudort i Mexiko.   Den ligger i kommunen Juchitlán och delstaten Jalisco, i den centrala delen av landet, 500 km väster om huvudstaden Mexico City. Juchitlán ligger 1 245 meter över havet och antalet invånare är 3 717.
Terrängen runt Juchitlán är kuperad. Runt Juchitlán är det ganska glesbefolkat, med 24 invånare per kvadratkilometer. Närmaste större samhälle är Tecolotlán, 13,9 km norr om Juchitlán. I omgivningarna runt Juchitlán växer huvudsakligen savannskog.